# Coca-Cola-Niederlassung Lichterfelde

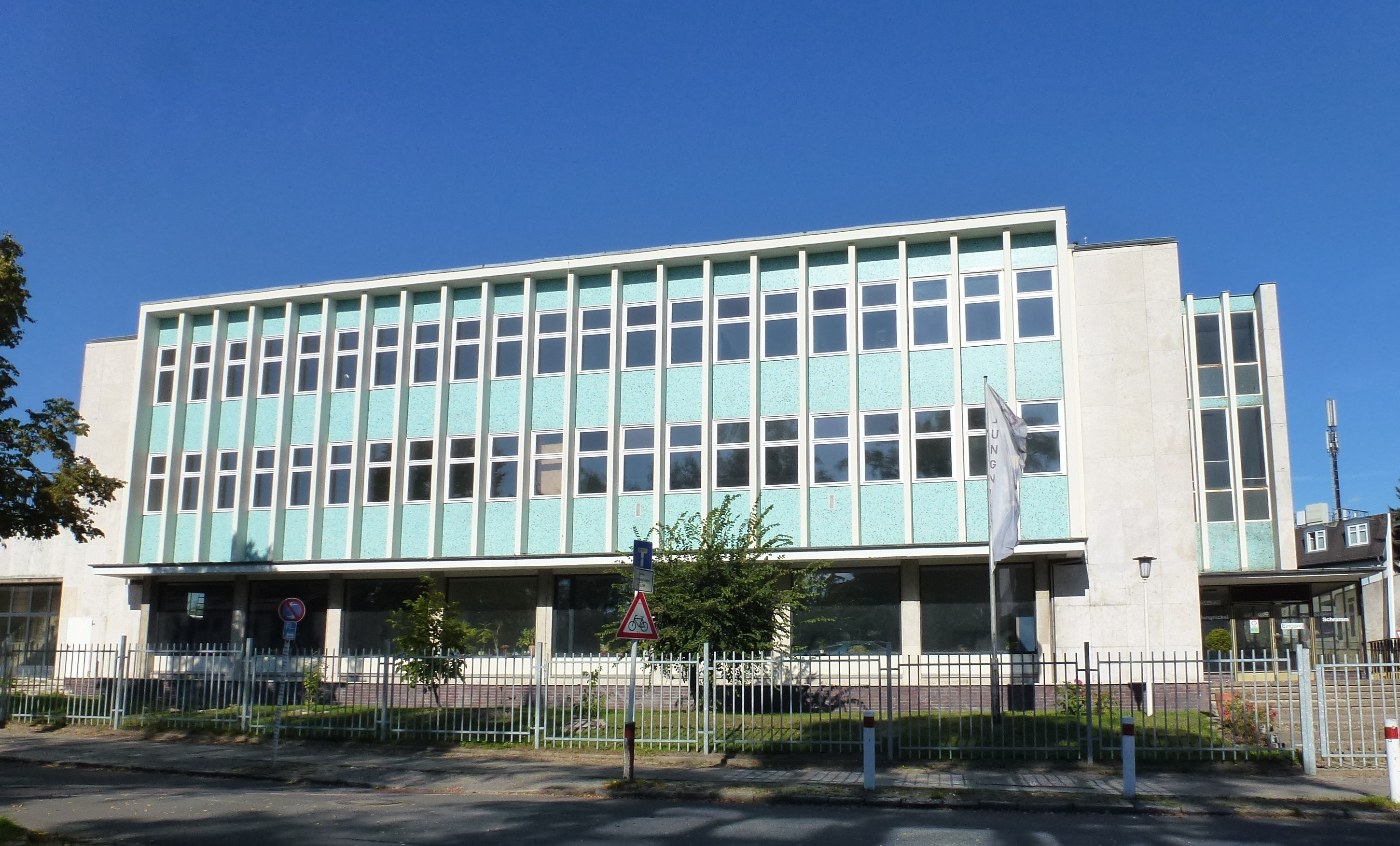
Ehemalige Coca-Cola-Zentrale, Oktober 2012

Die Coca-Cola-Niederlassung Lichterfelde war von 1936 bis 1992 die Berliner Zentrale der Coca-Cola Company. Als Hauptschauplatz in Billy Wilders Filmkomödie Eins, zwei, drei erlangte das heute unter Denkmalschutz stehende Verwaltungs- und Fabrikgebäude eine größere Bekanntheit.

## Anfänge des Standorts
1936 entstand die erste Coca-Cola-Abfüllanlage in Berlin in einem ehemaligen Brauereigebäude auf dem Grundstück Hildburghauser Straße 224. Die erste Auslieferung fand zu den gerade beginnenden Olympischen Spielen statt. Im Zweiten Weltkrieg wurde der Betrieb wegen Rohstoffmangels stillgelegt. Bis zum Kriegsende wurden die Anlagen weitgehend durch Bomben zerstört.
Noch im Jahr 1945 begann der Wiederaufbau an derselben Stelle, drei Jahre später wurde die Anlage wieder in Betrieb genommen. In der ersten Zeit wurden vor allem die in Berlin stationierten US-Streitkräfte von hier aus versorgt.

## Bau und Nutzung des heutigen Gebäudes

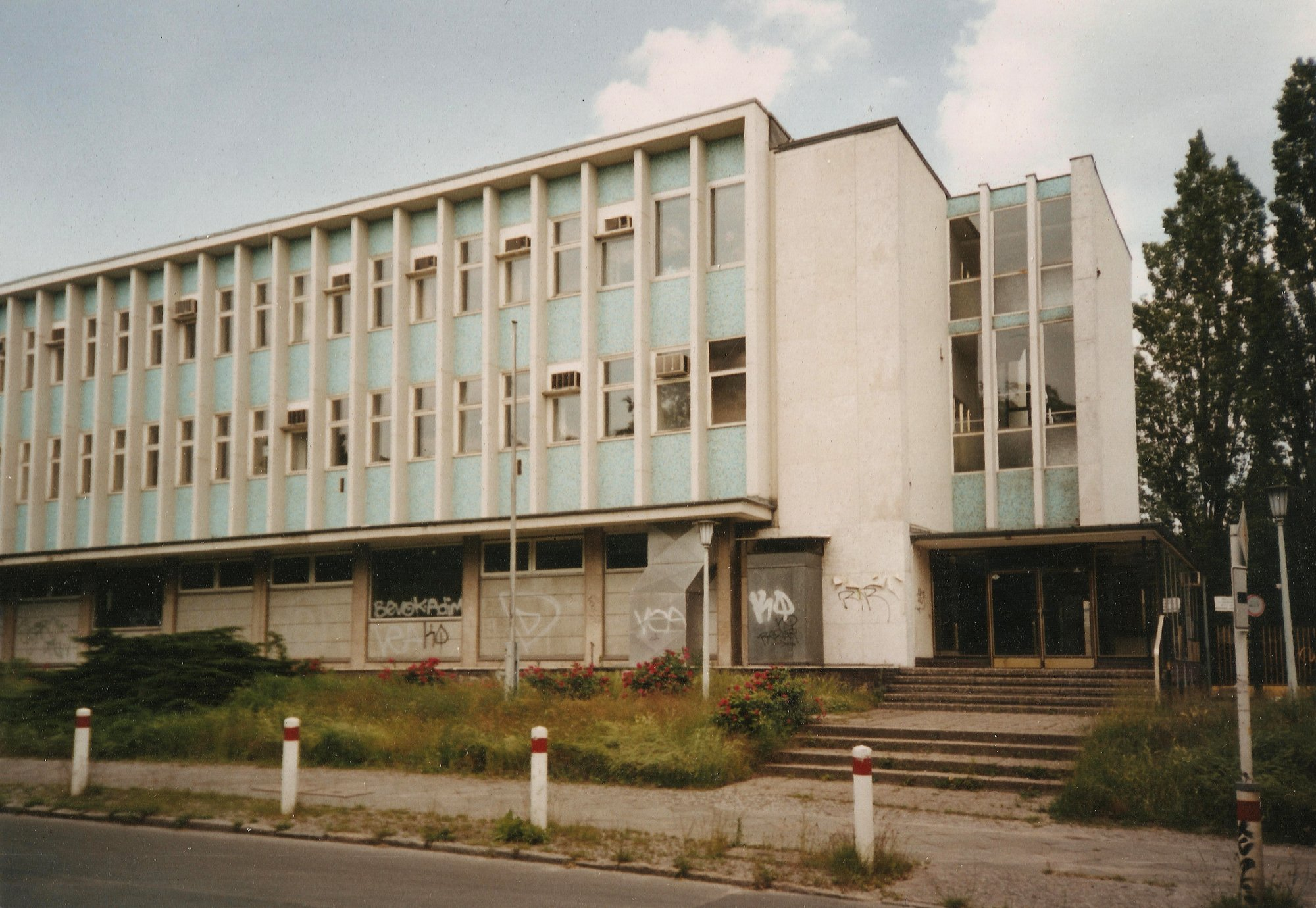
Hildburghauser Straße 224, um 2004

1957 wurden die Ruinen der alten Brauereigebäude abgerissen. Nach Plänen des Architekten Hans Simon entstand ein Verwaltungs- und Fabrikgebäude im Stil der Nachkriegsmoderne. Typische Elemente dieser Zeit waren unter anderem die Fassade mit vertikalen Betonstreben und Glasmosaiksteinen. 
1992 verließ die Coca-Cola-Niederlassung den Standort und eröffnete eine neue Abfüllanlage im Berliner Bezirk Hohenschönhausen. In den folgenden Jahren war das Gebäude in Lichterfelde dem Zerfall preisgegeben und erlitt Vandalismus-Schäden.
2012 wurde das einst etwa 18 Hektar große Gelände geteilt. Rund 3,7 Hektar fallen nun auf das Grundstück Hildburghauser Straße 224/228. Das unter Denkmalschutz stehende Produktions- und Verwaltungsgebäude wurde aufwändig renoviert und von einer Kraftfahrzeug-Werkstatt bezogen. Der Rest des Geländes ist für eine Wohnbebauung vorgesehen.

## Film-Drehort
In dem von Billy Wilder im Sommer 1961 gedrehten Film Eins, zwei, drei stellt das Verwaltungsgebäude wahrheitsgemäß die Berliner Coca-Cola-Zentrale dar. Von hier aus sollte die Coca-Cola-Erschließung hinter dem Eisernen Vorhang vorangetrieben werden.
Den gleichen Filmhintergrund bot das (mittlerweile leerstehende) Bauwerk in dem deutschen Spielfilm Good Bye, Lenin von 2003. In der entsprechenden Szene geht es um ein fiktives Abkommen zwischen Coca-Cola und der DDR.